# Özge Sezince
Özge Sezince Varley (nascuda Özge Sezince a Istanbul, 8 d'octubre de 1986) és una actriu turca de sèries de televisió i cinema. Va estudiar disseny a la Universitat de Marmara. Des de 2006 treballa a la televisió, i va actuar com a actriu per primera vegada el 2007. Sezince va ser guardonada amb el premi a la millor actriu de suport en els Premis als Millors de Turquia i del Xipre del Nord, el 2016. El 2020 va actuar com a actriu principal al film de comèdia mafiosa Yolsuzlar Çetesi (Colla de corruptes).
Pel que fa a la vida personal, des del 2015 està casada amb un enginyer britànic, Adam M. Varley, i la parella té una filla, Ela (2018), i un fill, Aren (2020).